# Amblyglyphidodon
Amblyglyphidodon és un gènere de peixos de la família dels pomacèntrids i de l'ordre dels perciformes.

## Taxonomia
- Amblyglyphidodon aureus (Cuvier in Cuvier i Valenciennes, 1830)[1]
- Amblyglyphidodon batunai (Allen, 1995)[2]
- Amblyglyphidodon curacao (Bloch, 1787)[3]
- Amblyglyphidodon flavilatus (Allen i Randall, 1980)[4]
- Amblyglyphidodon indicus (Allen i Randall, 2002)[5]
- Amblyglyphidodon leucogaster (Bleeker, 1847)[6]
- Amblyglyphidodon melanopterus (Allen i Randall, 2002)[5]
- Amblyglyphidodon orbicularis (Hombron i Jacquinot a Jacquinot i Guichenot, 1853)[7]
- Amblyglyphidodon ternatensis (Bleeker, 1853)[8][9][10][11][12][13][14][15][16][17]